# Bahnhof Skopje

Der Bahnhof Skopje (mazedonisch Железничка станица Скопје Železnička stanica Skopje; albanisch Stacioni hekurudhor / i trenit i Shkupit) ist der zentrale Personenbahnhof der nordmazedonischen Hauptstadt Skopje. Sämtliche Nah- und Fernverkehrsverbindungen beginnen dort. Betreiber ist die Infrastruktursparte des staatlichen Eisenbahnunternehmens Železnici na Republika Severna Makedonija.

## Geografische Lage
Der Bahnhof bildet die Bezirksgrenze zwischen den Stadtteilen Centar und Aerodrom, etwa einen Kilometer östlich des Zentrums. Die Eisenbahnanlagen liegen in Hochlage. Auf der Straßenebene darunter befindet sich der Busbahnhof, von wo täglich zahlreiche Verbindungen ins In- und Ausland angeboten werden.

## Geschichte

### Alter Bahnhof
Der erste Bahnhof von Skopje lag südwestlich der Innenstadt; die Gleisanlagen erstreckten sich in Ost-West-Richtung. Die Chemins de fer Orientaux nahmen den Bahnhof Üsküb am 9. August 1873 als Endpunkt der Bahnstrecke aus Thessaloniki in Betrieb. Mit der Weiterführung der Strecke nach Mitrovica war er ab 1874 Zwischenbahnhof. Das erste Empfangsgebäude war ein zweigeschossiger Bau mit Satteldach, bestehend aus einem giebelständigen Mittelbau und zwei traufständigen, dreiachsigen Seitenflügeln, von denen der östliche später erweitert wurde. 1888 ging die Strecke von Üsküb nach Vranje in Betrieb, die eine direkte Verbindung nach Belgrad herstellte; damit wurde der Bahnhof Üsküb zum Trennungsbahnhof. Nach der Eroberung Skopjes durch Serbien im Ersten Balkankrieg erhielt der Bahnhof 1912 den Namen Skoplje.
Das 1940 fertiggestellte Empfangsgebäude im Stil des frühen Modernismus wurde vom Architekten Velimir Gavrilović entworfen. Es ersetzte das erste Empfangsgebäude von 1873. Das Gebäude bestand aus einem Zentralbau mit einer fast 100 Meter langen Schalterhalle, an den zwei etwas niedrigere, viergeschossige Seitenflügel anschlossen. Zur Straßenseite wies der Zentralbau eine glatte Fassade aus Natursteinblöcken auf, die lediglich von zwölf hohen Rundbogenfenstern und zwei schlichten Eingängen an den Enden durchbrochen wurde. Über den Bahnsteigzugängen war in der Schalterhalle ab 1950 ein großflächiges Wandgemälde des mazedonischen Malers Borko Lazeski angebracht, das mehrere Szenen aus der Geschichte des mazedonischen Volkes in abstraktem Stil darstellte.
Bei dem Erdbeben vom 26. Juli 1963, das große Teile der Stadt zerstörte, wurde der Bahnhof schwer beschädigt. Ein gerade in den Bahnhof einfahrender Zug entgleiste, wobei 20 Menschen ums Leben kamen. Das Empfangsgebäude wurde teilweise zerstört; große Teile der Schalterhalle stürzten ein. Der provisorisch wiederhergestellte Bahnhof wurde 1981 mit Eröffnung des neuen Bahnhofs aufgelassen und die Gleisanlagen in der Folge vollständig zurückgebaut. Ein Teil des Empfangsgebäudes, bestehend aus dem westlichen Seitenflügel und den Resten der Schalterhalle, blieb als Denkmal erhalten und dient heute als Museum der Stadt Skopje. Die stehen gebliebene Uhr an der straßenseitigen Fassade der Schalterhalle zeigt 5:17 Uhr, den Zeitpunkt des Erdbebens, an.

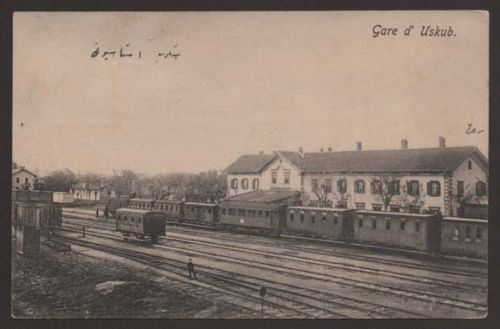
Gleisanlagen und erstes Empfangsgebäude (vor 1912)
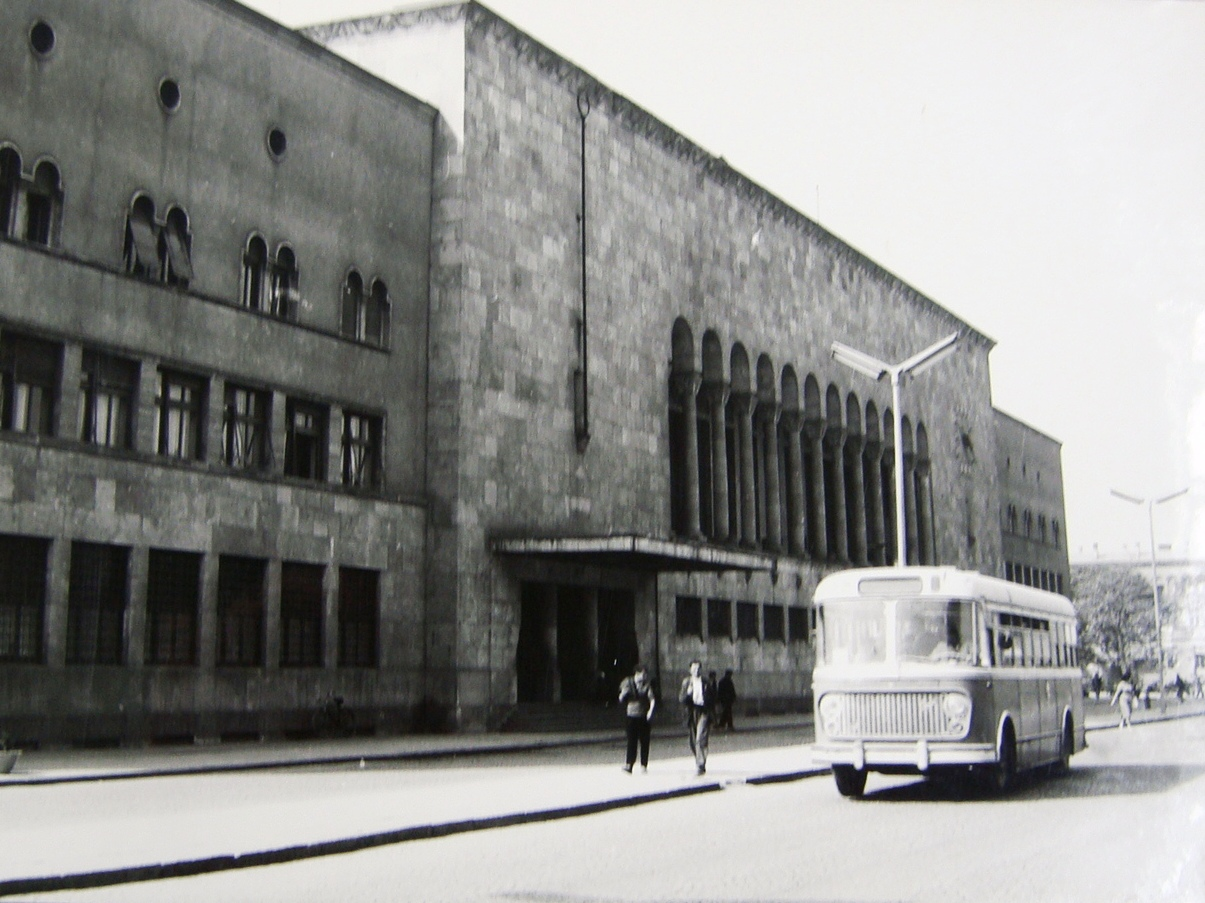
Zweites Empfangsgebäude, Straßenseite (vor 1963)
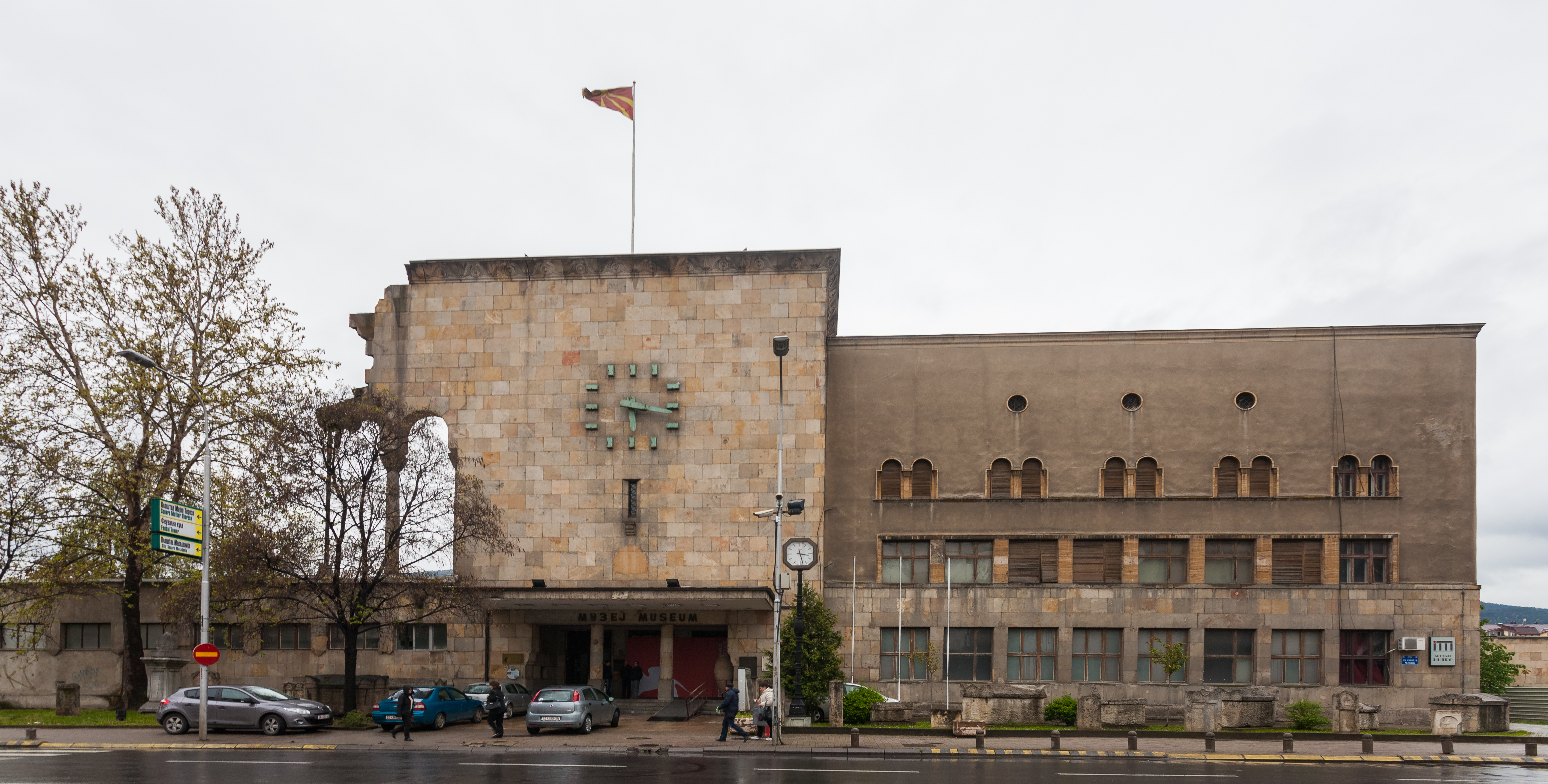
Verbliebener Teil des ehemaligen Empfangsgebäudes (2014)

### Neuer Bahnhof

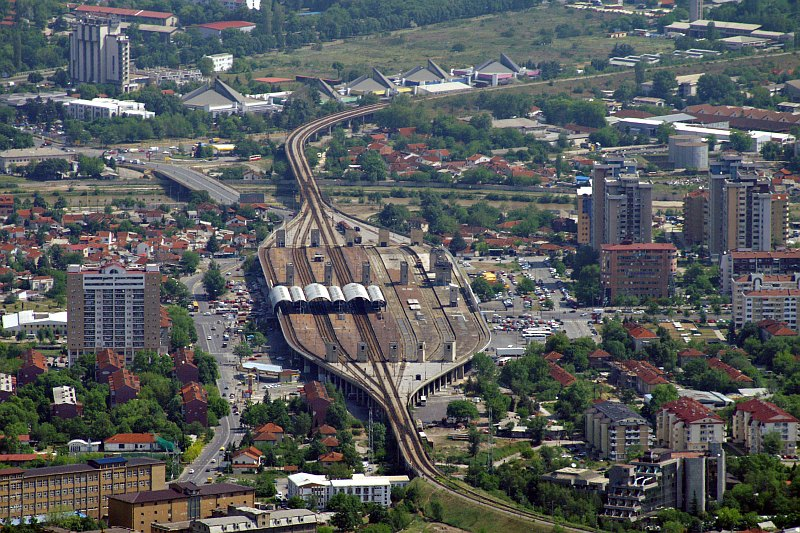
Bahnhof Skopje vom Berg Vodno aus gesehen (2007)

Im Zuge der Rekonstruktion der Stadt nach dem Erdbeben wurde der Eisenbahnknoten Skopje vollständig neu geordnet. Der japanische Architekt Kenzō Tange gewann 1965 den Wettbewerb zur Neugestaltung des Stadtzentrums und entwarf einen neuen Personenbahnhof. Um den bisher notwendigen Fahrtrichtungswechsel für die Züge von Belgrad nach Thessaloniki zu vermeiden, konzipierte Tange ihn als Durchgangsbahnhof in Nord-Süd-Ausrichtung östlich des Stadtzentrums. Ursprünglich sollte der neue Bahnhof als Teil eines großen Verkehrsknotens, der auch einen Flughafen, ein Autobahnkreuz und einen Busbahnhof umfassen sollte, in Tunnellage ausgeführt werden. Aufgrund von zu hohen Kosten und Anwohnerprotesten wurde dieses Projekt nicht verwirklicht und stattdessen ein Bahnhof in Hochlage errichtet. Die Bauarbeiten begannen 1971; für den Bahnhofsbau wurden über 70.000 Kubikmeter Beton und 11.000 Tonnen Eisen verwendet. Am 27. Juli 1981 nahmen die Jugoslovenske Železnice den Bahnhof in Betrieb.
Die Gleisanlagen liegen 10,5 Meter über dem Straßenniveau auf einer etwa zwei Kilometer langen Brücke, die von Norden kommend zunächst den Vardar überspannt und dann in den Bahnhof mündet. Die Station erstreckt sich über eine Gesamtlänge von 963 Metern. Von zehn Gleiströgen sind lediglich fünf mit Gleisen ausgestattet, die nutzbare Längen zwischen 492 und 566 Metern aufweisen. Die Gleise liegen an drei 407 Meter langen und 12 Meter breiten Mittelbahnsteigen. Die Konstruktion wird von erdbebensicher ausgeführten Betonpfeilern getragen und von einer röhrenförmigen Bahnsteighalle überdacht. Unterhalb der Bahnsteige befinden sich die Schalter- und Warteräume, die mit Glasfassaden von der Straße abgetrennt sind. Die Innenräume sind mit Sichtbetonwänden und -decken im Stil des Brutalismus gestaltet. Der unter den Gleisen gelegene Busbahnhof wurde 2004 eröffnet.
Der Bahnhof Skopje wurde ursprünglich für 18 Millionen Fahrgäste pro Jahr konzipiert, konnte diese Zahl aber niemals erreichen, sodass von den zehn Gleiströgen fünf ungenutzt blieben. Nach dem Zerfall Jugoslawiens verschlechterte sich der bauliche Zustand der Bahnhofsanlage zunehmend. Von 2014 bis 2015 renovierte Makedonski Železnici Infrastruktura die Station für 2,5 Millionen Euro. Im Jahr 2017 wurde der Bahnhof von 193.000 Fahrgästen genutzt.